# Cantone di Tulcán
Il cantone di Tulcán è un cantone dell'Ecuador che si trova nella provincia del Carchi.
Il capoluogo del cantone è Tulcán.